# Zeittafel zur Verstaatlichung der iranischen Ölindustrie
Die Verstaatlichung der iranischen Ölindustrie ist ein bedeutendes Ereignis in der iranischen Geschichte. Sie erfolgte am 15. März 1951 unter Premierminister Hossein Ala durch das vom iranischen Parlament verabschiedete Ein-Paragraph-Gesetz. Vorausgegangen waren umfangreiche Verhandlungen zwischen Vertretern der britischen AIOC und der iranischen Regierung, deren Ergebnis aber im iranischen Parlament keine Zustimmung fand. Die Verstaatlichung der auf dem Hoheitsgebiet des Irans gelegenen Ölförder- und Verarbeitungsanlagen der Anglo-Iranian Oil Company (AIOC) führte zu einer nationalen Krise im Iran und zu einer internationalen Krise, die als Abadan-Krise in die Geschichte eingegangen ist. Die Krise endete 1954 mit der Unterzeichnung eines Rahmenabkommens zwischen der iranischen Regierung unter Premierminister Fazlollah Zahedi und einem internationalen Konsortium von Ölgesellschaften, dessen Laufzeit im Jahr 1979 endete.

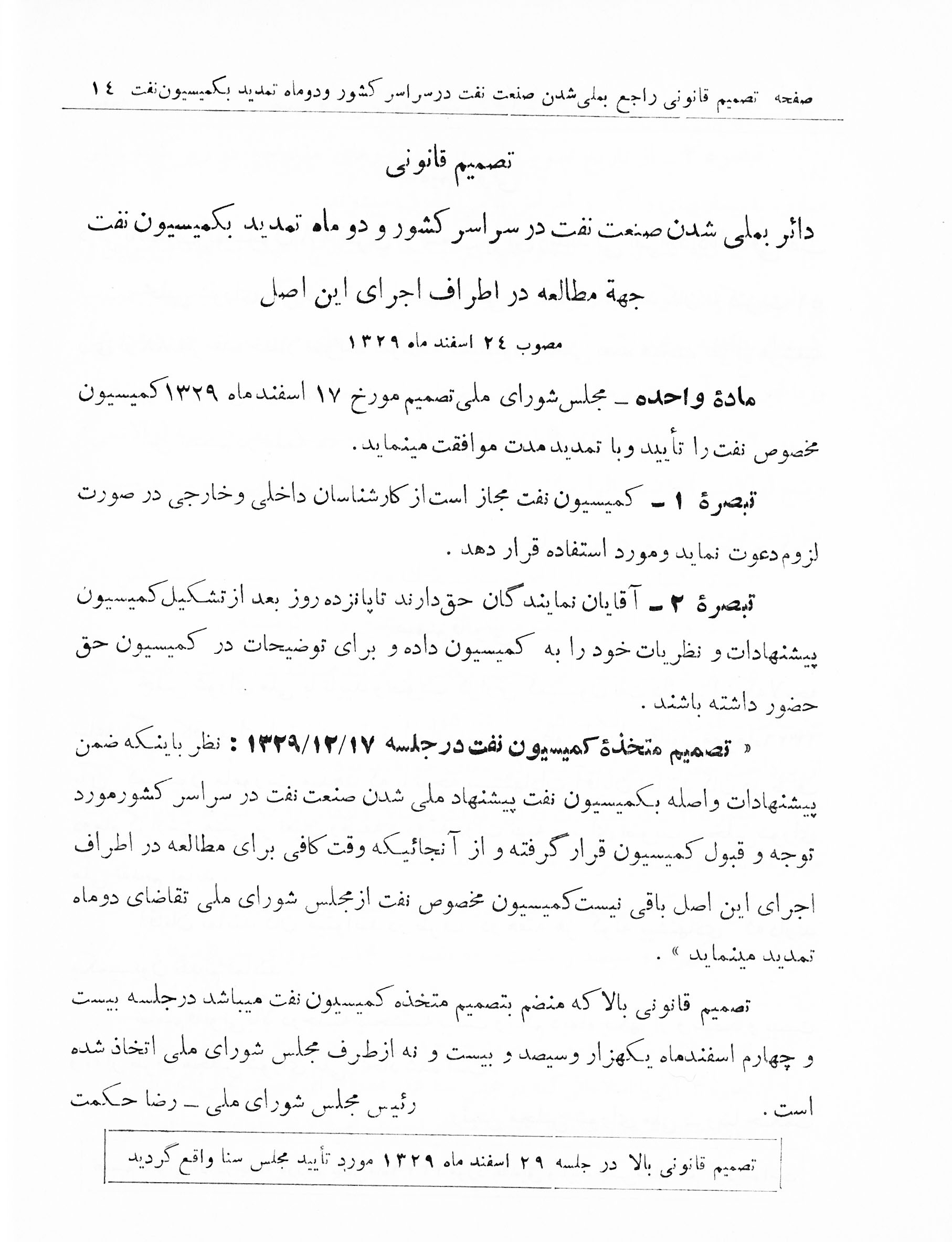
Gesetz zur Nationalisierung der Ölindustrie im Iran, 15. März 1951

## Zeittafel

### Premierminister Mohammad Sa'ed Maraghei
| Datum           | Ereignis |
| --------------- | --- |
| 17. Juli 1949   | Die AIOC arbeitet im Iran auf der Grundlage einer Konzessionsvereinbarung, die am 29. Mai 1933 in Kraft getreten war, nachdem sie am 28. Mai 1933 vom iranischen Parlament bestätigt worden war. 1948 beginnen Verhandlungen zwischen der AIOC und der iranischen Regierung über eine Revision der Konditionen der Konzession von 1933. Der Finanzminister Golshayan des Premierministers Mohammad Sa'ed Maraghei und Gass als Vertreter der AIOC unterzeichnen nach längeren Verhandlungen ein Zusatzabkommen zu dieser Konzession von 1933 (Gass-Golshayan-Abkommen), das dem iranischen Staat eine Gewinnbeteiligung von 25–50 % in Abhängigkeit von der Produktionsmenge und dem erzielten Gewinn zusichert. Die Vereinbarung soll dem iranischen Parlament zur Ratifizierung vorgelegt werden. Das Parlament beschließt, die Diskussion bis nach den Neuwahlen zu vertagen. |
| 9. Februar 1950 | Die 16. Sitzungsperiode des iranischen Parlaments wird eröffnet. Das von Mohammad Mossadegh und Mozaffar Baqai angeführte Parteienbündnis Nationale Front hat bei der Parlamentswahl 8 von 136 zu vergebenden Mandaten gewonnen. Im Laufe der parlamentarischen Diskussion zeichnet sich ab, dass das Gass-Golshayan-Abkommen zunächst keine Mehrheit finden wird. Premierminister Mohammad Sa'ed Maraghei erklärt am 22. März 1950 seinen Rücktritt. |

### Premierminister Radschab Ali Mansur

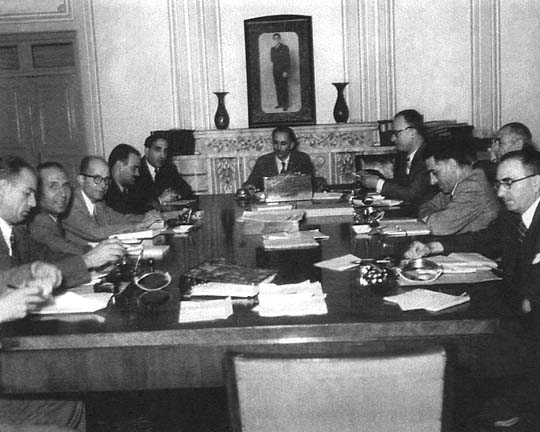
Ölkommission des iranischen Parlaments, Allahyar Saleh (Mitte); rechts von Saleh: Abdollah Moazami, Hassibi, Dr. Shayegan, Oberster Richter Sorouri, Hossein Makki; links von Saleh: Dr. Matin-Daftari, Dr. Reza-zadeh Shafagh, Abol Qassem Nadschm, Senator Naghavi.

| Datum          | Ereignis |
| -------------- | --- |
| 13. April 1950 | Radschab Ali Mansur wird neuer Premierminister. Mansur vertagt die Diskussion über das weitere Vorgehen in den Verhandlungen mit der AIOC. |
| 25. April 1950 | Mohammad Mossadegh tritt sein Abgeordnetenmandat an. |
| 20. Juni 1950  | Das Parlament beschließt gegen die Stimmen Mossadegh, Baqai, Makki, Ghashghaii, Saleh, Shaygan, Ashtiyanizadeh, Keshavarz-Sadr, Seyyed-Ali Behbahani, Nariman die Einrichtung eines 18-köpfigen Ausschusses für Ölfragen. Der Ausschuss soll eine Stellungnahme zu dem Gass-Golshayan-Abkommen ausarbeiten. Am 22. Juni werden die Ausschussmitglieder gewählt. Am 26. Juni 1950 konstituiert sich der Ausschuss und wählt mit einer Gegenstimme Mossadegh zu seinem Vorsitzenden. |
| 26. Juni 1950  | Premierminister Mansur tritt zurück. |

### Premierminister Hadsch Ali Razmara

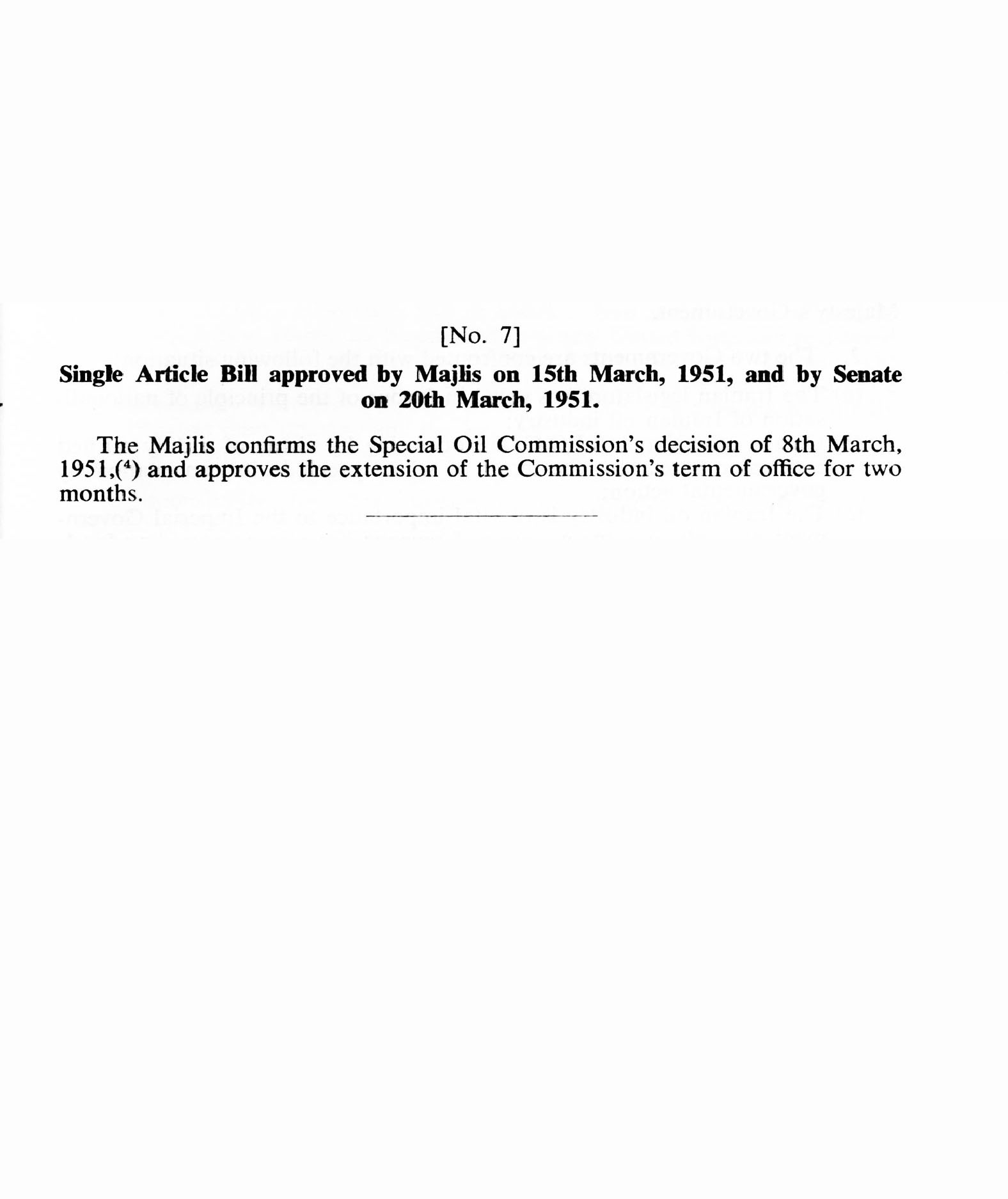
„Ein-Paragraph-Gesetz“ vom 15. März 1951

| Datum             | Ereignis |
| ----------------- | --- |
| 27. Juni 1950     | Ali Razmara wird neuer Premierminister. Die Vertreter der AIOC lehnen eine Neuverhandlung des Gass-Golshayan-Abkommens ab, so lange das iranische Parlament keine abschließende Entscheidung getroffen hat. |
| 26. Dezember 1950 | Razmara zieht das Zusatzabkommen aus dem parlamentarischen Abstimmungsprozess zurück, nachdem der Ausschuss für Ölfragen dem Parlament seinen Bericht vorgelegt hat, in dem er die Ablehnung des Zusatzabkommens empfiehlt. Im Parlament wird der Bericht des Ausschusses kontrovers diskutiert. Viele Abgeordnete kritisieren, dass der Ausschuss seiner Aufgabe, das Gass-Golshayan-Abkommen inhaltlich zu analysieren und zu bewerten, nicht nachgekommen sei. Der Bericht enthält lediglich einen einzigen Satz zu dem Gass-Golshayan-Abkommen, in dem festgehalten wird, dass das Abkommen für Iran nicht vorteilhaft sei. Statt einer Analyse des Abkommens enthält der Bericht eine Stellungnahme zur iranischen Ölpolitik seit der Vergabe der Konzession an William Knox D’Arcy. |
| 11. Januar 1951   | Das Parlament beauftragt den Ausschuss, einen Vorschlag für das weitere Vorgehen auszuarbeiten. |
| 1. Februar 1951   | Razmara beantragt eine gemeinsame Kommission aus drei Senatoren und drei Abgeordneten des Parlaments, die das Gass-Golshayan-Abkommen analysieren und bewerten sollen. Der Senat lehnt den Antrag mehrheitlich ab, da er sich für nicht zuständig hält. |
| 19. Februar 1951  | Hossein Makki legt dem Ausschuss für Ölfragen ein Memorandum vor, in dem die Verstaatlichung der iranischen Ölindustrie vorgeschlagen wird. Der Ausschuss fordert Razmara auf, die Machbarkeit einer Verstaatlichung zu prüfen. Razmara beauftragt eine Gruppe iranischer Fachleute mit der Prüfung der Möglichkeit einer Verstaatlichung der Ölindustrie. |
| 3. März 1951      | Razmara legt dem Ausschuss den Bericht der Expertengruppe vor. Die Expertengruppe hält die Verstaatlichung zum gegenwärtigen Zeitpunkt weder für technisch machbar noch für rechtlich legal. |
| 7. März 1951      | Razmara legt dem Parlament den Bericht der Expertengruppe vor. In der Parlamentsdebatte wird er von Mohammad Mossadegh persönlich bedroht, wenn er sich einer Verstaatlichung widersetze. Nach dem Verlassen des Parlaments wird Razmara von Chalil Tahmasbi, einem Mitglied der Fedajin-e Islam, erschossen. |

### Premierminister Hossein Ala
| Datum          | Ereignis |
| -------------- | --- |
| 12. März 1951  | Hossein Ala wird neuer Premierminister. |
| 15. März 1951  | Das iranische Parlament beschließt mit dem Ein-Paragraph-Gesetz die Verstaatlichung der Ölindustrie. Die britische Regierung unterrichtet die iranische Regierung, dass sie die Verstaatlichung für rechtswidrig erachtet. In Teheran kommt es zu gewalttätigen anti-britischen Demonstrationen, bei denen acht iranische und drei britische Staatsbürger zu Tode kommen. In den Ölfeldern beginnt ein Streik der Ölarbeiter um höhere Löhne. |
| 20. März 1951  | Das Gesetz zur Verstaatlichung der Ölindustrie wird vom Senat bestätigt und von Schah Mohammad Reza Pahlavi mit seiner Unterschrift in Kraft gesetzt. Den Ölarbeitern wird eine Bonuszahlung und eine Gehaltserhöhung zugesagt, worauf hin die Ölarbeiter ihren Streik beenden. Der 20. März wird zum Tag des Öls (ruz-e naft) erklärt. |
| 27. April 1951 | Hossein Ala stellt dem Parlament sein Regierungsprogramm zur Abstimmung. In der parlamentarischen Debatte kommt es zu heftigen persönlichen Angriffen gegen den Premierminister, der daraufhin seinen Rücktritt erklärt. |

### Premierminister Mohammad Mossadegh

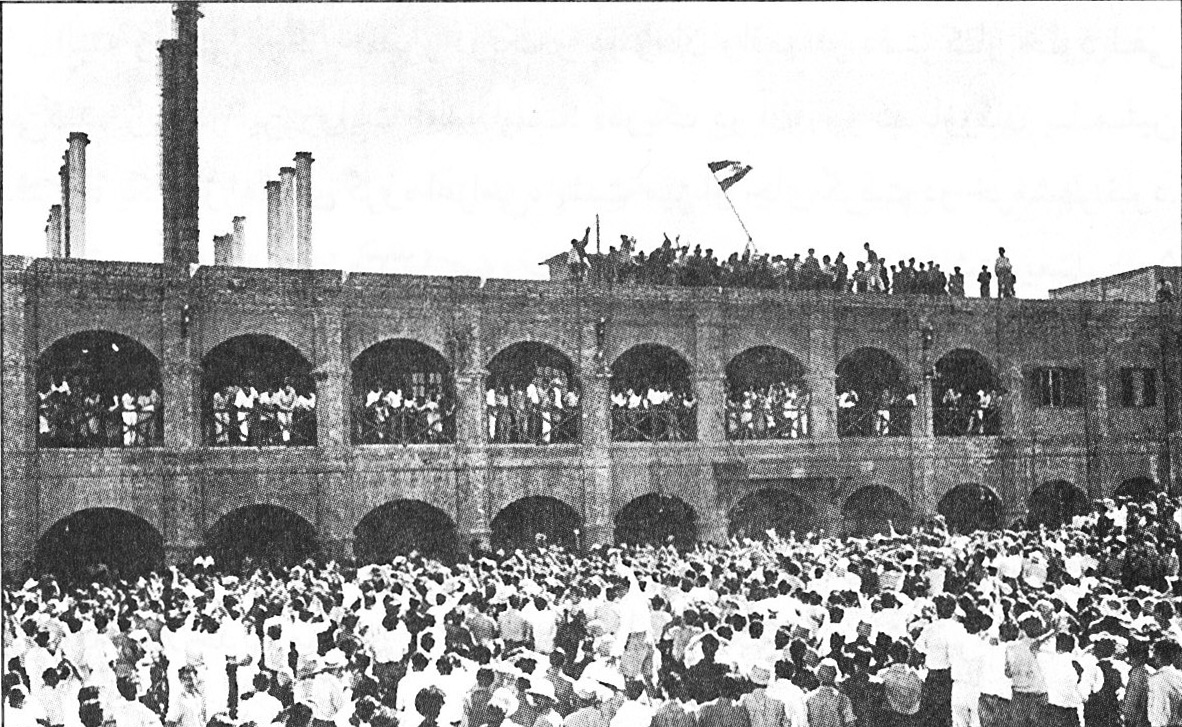
Direktoren der NIOC erklären in einer Rede vor den iranischen Arbeitern der AIOC die iranische Ölindustrie für verstaatlicht, 10. Juni 1951

| Datum                 | Ereignis |
| --------------------- | --- |
| 28. April 1951        | Mohammad Mossadegh wird von Schah Mohammad Reza Pahlavi zum neuen Premierminister ernannt. |
| 30. April 1951        | Das Ausführungsgesetz zur Verstaatlichung der Ölindustrie wird vom iranischen Parlament verabschiedet. Die National Iranian Oil Company (NIOC) wird gegründet. |
| 1. Mai 1951           | Der iranische Senat stimmt dem Ausführungsgesetz zu. Einen Tag später unterschreibt Schah Mohammad Reza Pahlavi das Ausführungsgesetz zur Verstaatlichung der iranischen Ölindustrie. Der britische Außenminister Herbert Stanley Morrison richtet an Premierminister Mossadegh eine persönliche Nachricht, in der er die iranische Regierung auffordert, von einseitigen Maßnahmen abzusehen. Er schlägt vor, die anstehenden Fragen auf dem Verhandlungswege zu lösen. Mossadegh beruft sich auf die iranische Gesetzeslage und nimmt zu dem britischen Vorschlag, Verhandlungen aufzunehmen nicht weiter Stellung. Die Anglo-Iranian Oil Company (AIOC) unterrichtet die iranische Regierung, dass sie ein Schlichtungsverfahren nach Artikel 23 und 26 des bestehenden Konzessionsvertrages beantragt. Lord Radcliffe wird als Schlichter vorgeschlagen. |
| 6. Mai 1951           | Mossadegh gewinnt die Vertrauensabstimmung als Premierminister. |
| 15. Mai 1951          | Die britische Regierung versetzt eine Fallschirmjägereinheit in Alarmbereitschaft, um im Notfall „britisches Leben und Eigentum zu beschützen“. |
| 19. Mai 1951          | Der britische Botschafter in Teheran übergibt der iranischen Regierung ein Memorandum, in dem der britische Rechtsstandpunkt dargelegt wird. Die britische Regierung behält sich das Recht vor den Ständigen Schiedshof in Den Haag anzurufen. Am folgenden Tag unterrichtet der iranische Finanzminister Varasteh das Management der AIOC, dass sie die Schlichtung ablehne. Vertreter der AIOC werden vor den für Fragen der Ölpolitik zuständigen Parlamentsausschuss geladen. |
| 24. Mai 1951          | Dem Management der AIOC wird von der iranischen Regierung eine Frist von sechs Tagen gesetzt, sich vor dem Parlamentsausschuss für Ölfragen zu präsentieren, um über die praktische Umsetzung der Verstaatlichung zu sprechen. Als Antwort teilt das Management der AIOC der iranischen Regierung mit, dass man sich an den Schiedshof in Den Haag wenden wolle. Britische Fallschirmjäger werden nach Zypern verlegt. Außenminister Morrison erklärt, eine Delegation nach Teheran entsenden zu wollen. |
| 11. Juni 1951         | Eine britische Delegation unter Leitung von Basil Jackson trifft in Teheran ein. Jackson erklärt in einer Pressekonferenz in Teheran, dass man sich mit der Verstaatlichung der Industrieanlagen der AIOC auf iranischem Boden grundsätzlich einverstanden erkläre, wenn von der iranischen Regierung eine entsprechende Entschädigung gezahlt würde. Er schlägt ferner vor, dass die AIOC die iranischen Ölgeschäfte weiterführe und der Gewinn der AIOC im Verhältnis 50 zu 50 geteilt würde. Der iranische Parlamentsausschuss für Finanzfragen fordert eine umgehende Abführung von 75 % aller Einnahmen der AIOC an das iranische Parlament und eine treuhänderische Verwaltung von 25 % der Einnahmen durch die AIOC, um ihre Kosten abzudecken. Die entstandenen Kosten sollen dann jährlich abgerechnet werden. Vertreter der neu gegründete staatlichen National Iranian Oil Company (NIOC) bieten allen AIOC-Kunden neue, mit der NIOC abzuschließende Lieferverträge an. |
| 14. Juni 1951         | Zum ersten Mal treffen sich Vertreter der AIOC und des iranischen Parlaments. Die britische Delegation lehnt den Vorschlag ab, 75 % aller Einnahmen an das iranische Parlament zu überweisen und bietet eine Gewinnbeteiligung von 50 % an. |
| 20. Juni 1951         | Die iranische Regierung beschließt die vollständige Übernahme der Anlagen der AIOC. AIOC-Schilder werden sowohl in Teheran als auch in den Provinzen abmontiert und durch NIOC-Schilder ersetzt. Das AIOC-Verwaltungsgebäude in Abadan wird von einer Delegation der NIOC übernommen. Die Delegation besteht aus Hossein Makki, Nasergholi Ardalan, Mohammad Bayat, Abdolhossein Aliabadi und Mehdi Bāzargān. |
| 22. Juni 1951         | Die britische Delegation unter Leitung von Basil Jackson kehrt nach London zurück. Am selben Tag beantragt die britische Regierung „vorläufige Schutzmaßnahmen“ beim Schiedsgericht in Den Haag. Der Direktor der AIOC Drake wird von Vertretern der NIOC angewiesen, Quittungen von den Kapitänen der Öltanker unterzeichnen zu lassen, die von der NIOC gedruckt worden waren, und die die NIOC als Verkäufer des Öls ausweist. Drake lehnt ab und wird daraufhin der Sabotage bezichtigt. |
| 26. Juni 1951         | Die Kapitäne der in Abadan liegenden Tanker werden von Drake angewiesen, das bereits geladene Öl wieder zu entladen und ohne Öl den Hafen von Abadan zu verlassen. Iranische Zollbeamte schließen die Ölpipeline von Abadan in den Irak. Der britische Kreuzer Mauritius nimmt Kurs auf Abadan. Die AIOC fährt die Produktion um die Hälfte zurück, da kein Öl mehr auf Schiffe verladen wird. Die iranische Regierung bietet den britischen Angestellten der AIOC neue Arbeitsverträge mit der NIOC an. Die britischen Angestellten der AIOC lehnen es ab, für die NIOC zu arbeiten. |
| 5. Juli 1951          | Der Schiedshof in Den Haag schlägt vor, dass sich beide Parteien auf eine Zwischenlösung verständigen sollen, die die Interessen beider Parteien berücksichtigt, bis die endgültige Entscheidung des Gerichts ergeht. |
| 9. Juli 1951          | US-Präsident Harry S. Truman wendet sich mit einem Brief an Premierminister Mossadegh, den Vorschlag des Schiedshofes umzusetzen. Er kündigt an, Wirtschaftsminister Averell Harriman nach Teheran zu entsenden. |
| 10. Juli 1951         | Die Raffinerie in Abadan legt alle Raffinerieeinheiten bis auf eine einzige Einheit still. Die Ölproduktion auf den Ölfeldern in Kuwait, Irak, Saudi-Arabien und den USA wird hochgefahren, um die Ausfälle aus Abadan zu kompensieren. Die Weltölproduktion bleibt trotz der Schließung der Raffinerie in Abadan weitgehend konstant. |
| 16. Juli 1951         | Der iranische Außenminister wendet sich in einem Brief an den Generalsekretär der Vereinten Nationen und teilt mit, dass der Iran die Gerichtsbarkeit des Schiedshofes nicht anerkenne. Die Ankunft von Averell Harriman in Teheran wird von gewalttätigen Demonstrationen der kommunistischen Tudeh-Partei begleitet. Bei den Auseinandersetzungen mit den Sicherheitskräften kommt es zu Schusswechseln. Zwanzig Demonstranten werden getötet, dreihundert zum Teil schwer verletzt. In Teheran wird der Ausnahmezustand verkündet. Mossadegh legt dem Parlament ein Gesetz vor, in dem er eine Kreditaufnahme von 2 Mrd. Rial beantragt, um die zu erwartenden Einnahmeausfälle durch den Stopp des Ölverkaufs zu kompensieren. Das Parlament stimmt dem Gesetz zu. |
| 22. Juli 1951         | Der Ausnahmezustand in Teheran wird aufgehoben. |
| 27. Juli 1951         | Nach Konsultationen mit Vertretern der iranischen Regierung fliegt Averell Harriman nach London, um sich mit Vertretern der britischen Regierung zu treffen. Die Briten erkennen die Verstaatlichung im Grundsatz an, wollen aber erst weiteren Verhandlungen zustimmen, wenn die „Spannungen in Südiran“ abgeebbt sind. |
| 31. Juli 1951         | Averell Harriman kehrt nach Teheran zurück. Mossadegh verneint, dass es Spannungen gibt. Weitere britische Kriegsschiffe werden am Schatt al Arab gesichtet. |
| 4. August 1951        | Eine britische Delegation unter Leitung von Lordsiegelbewahrer Richard Stokes trifft in Teheran ein und nimmt Verhandlungen mit dem iranischen Finanzminister Varasteh auf. |
| 9. August 1951        | Mossadegh legt dem Parlament ein Gesetz vor, das die Aufnahme eines Darlehens von $ 25 Mio. in den USA erlaubt. Das Parlament stimmt dem Gesetz zu. |
| 13. August 1951       | Stokes legt einen ersten Entwurf eines Abkommens vor, der von Premierminister Mossadegh abgelehnt wird. Mossadegh legt einen Gegenentwurf vor. |
| 23. August 1951       | Stokes kehrt nach London zurück, ohne den Vertragsentwurf von Mossadegh zur Kenntnis zu nehmen. Er beschuldigt die iranische Regierung, seinen Vertragsentwurf nicht ernsthaft geprüft zu haben. Das britische Außenministerium erklärt, dass es eine Entscheidung des Schiedshofes in Den Haag suchen wolle. |
| 24. August 1951       | Averell Harriman kehrt ohne Verhandlungsergebnis nach Washington zurück. |
| 5. September 1951     | Mossadegh erklärt, dass die Aufenthaltsgenehmigung aller britischen AIOC-Mitarbeiter annulliert würde, wenn die Verhandlungen nicht wieder aufgenommen würden. |
| 6. September 1951     | Die AIOC erklärt, dass sie gegen jedermann rechtliche Schritte einleiten werde, der Öl von der iranischen Regierung kauft. |
| 15. September 1951    | Mossadegh kündigt den Abschluss eines Handelsabkommen mit der UdSSR an. |
| 18. September 1951    | Die iranische Regierung beschließt mehrheitlich, dass der Tausch von iranischen Rial in Fremdwährungen eingeschränkt und ausschließlich der Bank Melli übertragen wird. Finanzminister Varasteh tritt daraufhin zurück. |
| 20. September 1951    | Mossadegh erklärt, dass alle britischen Mitarbeiter der AIOC innerhalb von zwei Wochen das Land verlassen müssen. |
| 27. September 1951    | Iranische Truppen besetzen die Raffinerie in Abadan. Die Truppen erhalten Anweisung, die Anlagen zu sprengen, wenn ausländische Truppen einen Landungsversuch unternähmen. |
| 28. September 1951    | Die britische Regierung beantragt eine Entscheidung des UN-Sicherheitsrates. |
| 1. Oktober 1951       | Sämtliche britischen Mitarbeiter der AIOC haben den Iran verlassen. Mossadegh reist mit einer iranischen Delegation in die USA. |
| 15.–19. Oktober 1951  | Debatte im Sicherheitsrat. Die Entscheidung wird vertagt, bis der Schiedshof in Den Haag seine Entscheidung verkündet hat. |
| 20.–13. November 1951 | Mossadegh reist mit der iranischen Delegation von New York nach Washington. Die Gespräche mit Vertretern der amerikanischen Regierung enden ohne Ergebnis. |
| 26. November 1951     | Mossadegh erhält im Parlament eine Mehrheit für seinen Vorschlag, umgehend Neuwahlen abzuhalten. |
| 6. Dezember 1951      | Angeführt von Mitgliedern der kommunistischen Tudeh-Partei, kommt es zu Anti-Mossadegh-Demonstrationen. Bei den gewaltsamen Auseinandersetzungen werden fünf Menschen getötet und mehr als zweihundert verletzt. |
| 12. Dezember 1951     | Die iranische Regierung setzt den früheren Kunden der AIOC ein Ultimatum. Die lehnen es jedoch ab, Öl von der iranischen Regierung zu kaufen. Der Ölverkauf ist völlig zum Erliegen gekommen. |
| 18. Dezember 1951     | Die Wahlen zum Parlament werden zunächst nur in den Nordprovinzen Irans abgehalten. Die Wahlen dauern wegen der anhaltenden Demonstrationen bis in den Januar 1952 an. |
| 23. Dezember 1951     | Eine Delegation der Internationalen Bank für Wiederaufbau und Entwicklung trifft in Teheran ein, um die Bedingungen für ein Darlehen der Weltbank an den Iran abzuklären. Die Delegation wird am 23. März 1952 den Iran verlassen und ohne Darlehenszusage nach New York zurückkehren, nachdem Premierminister Mossadegh erklärt hat, dass er in keinem einzigen Punkt mit den Vorschlägen der Delegation übereinstimme. |
| 12. Januar 1952       | Mossadegh ordnet die Schließung aller britischen Konsulate im Iran an. |
| 27. April 1952        | Das neue Parlament tritt zu seiner konstituierenden Sitzung zusammen. Zur Enttäuschung von Mossadegh konnte die von ihm geführte Nationale Front nur wenige Abgeordnetensitze erringen. Der Innenminister Amir Teymur Kalali, der für die Durchführung der Wahlen verantwortlich war, wird von Mossadegh persönlich angegriffen, worauf hin dieser seinen Rücktritt erklärt. Mossadegh, der vor den Wahlen erklärt hatte, dass diese Wahlen die ersten freien Wahlen in der Geschichte Irans seien, erklärt nun, dass das Wahlergebnis gefälscht und manipuliert worden sei. |
| 9.–23. Juni 1952      | Der Schiedshof in Den Haag verhandelt die britischen und iranischen Eingaben. |
| 6. Juli 1952          | Das neu gewählte Parlament bestätigt Mossadegh als Premierminister. |
| 16. Juli 1952         | Mossadegh tritt als Premierminister zurück. Er hatte vom Parlament eine Ermächtigung gefordert, per Dekret ohne parlamentarische Entscheidung Gesetze erlassen und somit ohne jede parlamentarische Kontrolle regieren zu können. Die Mehrheit der Abgeordneten lehnt ein solches Ermächtigungsgesetz ab. |

### Premierminister Qavam
| Datum         | Ereignis |
| ------------- | --- |
| 17. Juli 1952 | Ahmad Qavam wird neuer Premierminister. Es kommt zu anhaltenden Protesten und gewaltsamen Demonstrationen gegen Qavam, angeführt von der kommunistischen Tudeh-Partei und der von Mossadegh geleiteten Nationalen Front. Qavam ruft die Armee zu Hilfe. Sechsunddreißig Demonstranten werden bei den gewaltsamen Auseinandersetzungen getötet. |
| 21. Juli 1952 | Ahmad Qavam tritt von seinem Amt des Premierministers wegen der anhaltenden Demonstrationen zurück. |
| 22. Juli 1952 | Der Schiedshof in Den Haag erklärt sich in dem von den Briten beantragten Schiedsverfahren für nicht zuständig. |

### Premierminister Mossadegh
| Datum            | Ereignis |
| ---------------- | --- |
| 23. Juli 1952    | Mossadegh wird vom Schah erneut zum Premierminister ernannt. |
| 3. August 1952   | Das iranische Parlament stimmt einem Ermächtigungsgesetz zu. Premierminister Mossadegh kann von nun an für sechs Monate per Dekret regieren. |
| 27. August 1952  | US-Präsident Harry S. Truman und der britische Premierminister Winston Churchill unterbreiten der iranischen Regierung einen neuen Einigungsvorschlag, der von Mossadegh umgehend abgelehnt wird. |
| 21. Oktober 1952 | Premierminister Mossadegh erlässt per Dekret ein neues Sicherheitsgesetz, aufgrund dessen jedermann verhaftet werden kann, der streikt, zum Streik aufruft oder in sonstiger Weise den normalen Arbeitsfluss stört. Der Abgeordnete Mozaffar Baqai, der Vorsitzende der Arbeiterpartei und Mitglied der Nationalen Front, erklärt daraufhin, dass seine Partei Premierminister Mossadegh nicht mehr unterstützt. |
| 22. Oktober 1952 | Die iranische Regierung bricht die diplomatischen Beziehungen zu Großbritannien ab. |
| 6. Januar 1953   | Mossadegh beantragt im Parlament eine Verlängerung der Gültigkeit des Ermächtigungsgesetzes um ein weiteres Jahr. Nach kontroverser Diskussion stimmt die Mehrheit des Parlaments dem Antrag von Premierminister Mossadegh zu. Parlamentspräsident Kaschani erklärt, Mossadegh trotz des Parlamentsbeschlusses nicht weiter zu unterstützen. Mozaffar Baquai erklärt seinen Austritt aus der Nationalen Front. Hossein Makki, einer der Architekten der Verstaatlichung der Ölindustrie, erklärt, dass die Verlängerung der Vollmachten Mossadeghs gegen die Verfassung verstoßen und illegal seien. |
| 20. Februar 1953 | Der neu gewählte US-Präsident Dwight D. Eisenhower und der britische Premierminister Churchill unterbreiten Mossadegh ein weiteres Angebot zur Lösung der anstehenden Fragen. Mossadegh lehnt auch diesen Vorschlag ab. |
| 4. April 1953    | CIA-Direktor Allen Dulles genehmigt ein Budget von $ 1 Mio. für das CIA-Büro in Teheran, „um Mossadegh zu stürzen.“ Die Planung der Operation Ajax beginnt. |
| 2. Mai 1953      | Die Abgeordneten Mozaffar Baquai und Fazlollah Zahedi werden von der Regierung beschuldigt, in ein Mordkomplott verwickelt zu sein. Zahedi erhält von Parlamentspräsident Abol-Ghasem Kaschani Asyl im Parlamentsgebäude, um ihn vor der drohenden Verhaftung zu bewahren. Der Japaner Idemitsu Sazō nutzt die Krise aus, um Öl 30 % unter dem Weltmarktpreis zu erwerben. |
| 10. Juni 1953    | Vertreter der iranischen und der sowjetischen Regierung unterzeichnen ein neues Handelsabkommen. Mossadegh kündigt ein Referendum zur Auflösung des Parlaments an. Die Abhaltung eines Referendums wird im Parlament kontrovers diskutiert, da die iranische Verfassung kein Referendum kennt. |
| 20. Juli 1953    | Mit einer möglichen Auflösung des Parlaments verlöre Zahedi seine Immunität als Abgeordneter. Er verlässt daher das Parlamentsgebäude und begibt sich in den Untergrund. |
| 3. August 1953   | Das Referendum zur Auflösung des Parlaments wird in Teheran abgehalten. Am 10. August wird in den Provinzen abgestimmt. Der Parlamentspräsident tritt zurück. Das Referendum ergibt eine Zustimmung zur Frage der Auflösung des Parlaments. |
| 11. August 1953  | Schah Mohammad Reza Pahlavi begibt sich in seine Sommerresidenz nach Kalardascht am kaspischen Meer. |
| 12. August 1953  | Mossadegh ordnet die Verhaftung politischer Gegner an. |
| 13. August 1953  | Mossadegh informiert Schah Mohammad Reza Pahlavi vom Ausgang des Referendums und fordert die Auflösung des Parlaments. Der Schah unterzeichnet zwei Dekrete. Mit dem einen Dekret entlässt er Premierminister Mossadegh. Mit dem zweiten Dekret ernennt er Fazlollah Zahedi zum neuen Premierminister. |
| 14. August 1953  | Premierminister Mossadegh hält eine Rundfunkansprache und gibt das Abstimmungsergebnis des Referendums bekannt. Er fordert, das Parlament umgehend aufzulösen. |

### Premierminister Fazlollah Zahedi
| Datum             | Ereignis |
| ----------------- | --- |
| 15. August 1953   | Der Schah antwortet nicht. Stattdessen überbringt Oberst Nasiri Mossadegh das Entlassungsdekret des Schahs. Mossadegh lässt Nasiri verhaften. Der vom Schah ernannte neue Premierminister Zahedi hält sich im Haus von Hassan Kaschanian in der Pessianstrasse in Schemiran in Nordteheran versteckt. |
| 16. August 1953   | Mossadegh erklärt das Parlament für aufgelöst. Die iranische Regierung lässt verlautbaren, dass die Imperial Guard einen Putschversuch unternommen hätte, der allerdings fehlgeschlagen sei. Auf die Ergreifung von Fazlollah Zahedi wird ein Kopfgeld ausgesetzt. Außenminister Fatemi weist die iranischen Botschafter im Ausland an, „den abgesetzten Schah nicht zu empfangen.“ in Teheran und einigen Provinzstädten werden Statuen von Reza Schah und Schah Mohammad Reza Pahlavi vom Sockel gerissen. Tudeh-Aktivisten beginnen in Teheran mit der Umbenennung von Straßennamen. Schah Mohammad Reza Pahlavi verlässt den Iran mit einem Sport-Flugzeug und landet in Baghdad und begibt sich in ein Gästehaus der irakischen Regierung. Ardeschir Zahedi, der Sohn von Fazlollah Zahedi informiert die internationale Presse und übergibt Kopien der Dekrete des Schahs an die Zeitungsreporter. In der Abendzeitung Ettelā'āt werden die beiden Dekrete des Schahs abgedruckt, um die Bevölkerung über die Entlassung Mossadeghs und die Ernennung Zahedis zu informieren. Auf dem Platz vor dem Parlament hat sich eine riesige Menschenmenge versammelt. Außenminister Fatemi und Bildungsminister Ali Shayegan halten eine Rede, in der sie das Ende der Monarchie fordern. |
| 17. August 1953   | Mossadegh ordnet an, dass der Name des Schahs aus dem Morgengebet des Militärs gestrichen wird. Der Schah empfängt in Baghdad Ayatollah Shahrestani, nachdem sich der iranische Botschafter im Irak Mozaffar Alam geweigert hat, den Schah zu besuchen. Er begibt sich am Abend nach Kerbela zum Imam-Husain-Schrein zum Gebet. Die iranischen Pilger in Kerbela jubeln dem Schah zu. |
| 18. August 1953   | Vertreter der Tudeh-Partei fordern die Ausrufung einer Volksrepublik. Mossadegh trifft mit dem soeben aus Europa nach Teheran zurückgekehrten US-amerikanischen Botschafter Henderson zusammen, der ihm seine Besorgnis über den wachsenden Einfluss der Tudeh-Partei mitteilt. Mossadegh weist den Militärgouverneur von Teheran Daftary an, weitere Aktivitäten der Tudeh-Aktivisten zu unterbinden. Schah Mohammad Reza Pahlavi begibt sich mit einem Passagierflugzeug von Baghdad nach Rom. Auch der iranische Botschafter in Rom Chadschenuri weigert sich den Schah zu empfangen. In den Straßen von Teheran kommt es zu Zusammenstößen zwischen Pro- und Anti-Schahdemonstranten. |
| 19. August 1953   | Im Laufe des Tages kommen mehr und mehr Demonstranten auf die Straße, die „lang lebe der Schah“ rufen. Panzer, die Mossadegh zum Schutz des Rundfunkgebäudes abkommandiert hatte, werden von Demonstranten besetzt. Die Panzerbesatzungen laufen zu den pro-Schah-Demonstranten über und fahren zum Haus von Mossadegh. Zahedi zeigt sich erstmals in der Öffentlichkeit und hält auf dem Platz vor dem Parlamentsgebäude eine Rede. Mohammad Mossadegh wird von Zahedi ergebenen Sicherheitskräften verhaftet. |
| 20. August 1953   | Fazlollah Zahedi übernimmt die Regierungsgeschäfte. Er sendet ein Telegramm an Schah Mohammad Reza Pahlavi nach Rom und fordert ihn auf, umgehend in den Iran zurückzukehren. |
| 21. August 1953   | Tag des Islamischen Opferfestes. Schah Mohammad Reza Pahlavi verlässt Rom und fliegt zurück nach Baghdad und weiter nach Kerbela zum Gebet. Der iranische Botschafter Alam ist zur Begrüßung am Flughafen in Baghdad erschienen. |
| 22. August 1953   | Schah Mohammad Reza Pahlavi kehrt nach Teheran zurück. Er wird vom Premierminister und führenden Politikern und Militärs am Flughafen Mehrabad begrüßt. |
| 5. September 1953 | US-Präsident Eisenhower kündigt ein Darlehen für den wirtschaftlichen Aufbau Irans in Höhe von $ 45 Mio. an. Zahedi gibt die Wiederaufnahme der diplomatischen Beziehungen zwischen Großbritannien und dem Iran bekannt, was zu gewaltsamen Demonstrationen in Teheran führt. |
| 19. Dezember 1953 | Schah Mohammad Reza Pahlavi unterzeichnet ein Dekret, mit dem das Parlament formal aufgelöst wird. Neuwahlen werden angesetzt. Das neue Parlament tritt am 18. März 1954 zusammen. |
| 11. April 1954    | Vertreter eines Konsortiums von Ölfirmen (Standard Oil, AIOC, Royal Dutch Shell) kommen nach Teheran, um mit Vertretern der iranischen Regierung und der NIOC neue Verträge auszuhandeln. Ali Amini führt mit Vertretern der britischen Regierung parallel Gespräche über die Entschädigungszahlungen für die Verstaatlichung der AIOC-Industrieanlagen. |
| 11. Mai 1954      | Das gegen Mossadegh eingeleitete Militärgerichtsverfahren endet mit einem Urteil über drei Jahren Gefängnis. |
| 5. August 1954    | In einem Rahmenabkommen stimmen die Verhandlungsparteien überein, dass das Konsortium die Förderung, Raffinierung, den Transport und die Vermarktung des iranischen Öls übernimmt. Die Dauer des Abkommens beträgt 25 Jahre (bis 1979). Das operative Geschäft wird von zwei in Holland registrierten Firmen betrieben, die Iranian Oil Exploration and Producing Company und die Iranian Oil Refining Company. Als Ausgleich zahlt das Konsortium 200 Mio. Britische Pfund und die iranische Regierung 25 Mio. Britische Pfund im Zeitraum von 10 Jahren an die AIOC. |
| 21. Oktober 1954  | Das Parlament stimmt dem Abkommen zu. Der Senat gibt seine Zustimmung am 28. Oktober 1954. |

## Vollständige nationale Kontrolle der iranischen Ölindustrie

Rede zum 10. Jahrestag der Weißen Revolution, 23. Januar 1973

Die NIOC war nach dem Konsortialvertrag nur für die „non-basic functions“ wie Ausbildung der Mitarbeiter, öffentlicher Transport, Instandhaltung der Straßen, Häuser für die Arbeiter und Angestellten, deren medizinische Versorgung und Sozialdienste verantwortlich. In eigener Regie betrieb die NIOC lediglich den Verkauf der Ölprodukte im Iran, die Ausbeute des kleinen Naft-i-Shah-Ölfeldes und der Betrieb der Raffinerie in Kermanshah. Der Betrieb der Ölanlagen in Abadan und die Ausbeutung der wichtigen Ölfelder im Süden Irans wurden weiter von den internationalen Ölgesellschaften kontrolliert.

In einer Rede des Schahs  zum zehnten Jahrestag der Weißen Revolution am 23. Januar 1973 beschuldigte der Schah die internationalen Ölgesellschaften, dem Iran mit ihrer Förderpolitik zu schaden: 

„Wir verhandeln zur Zeit über die Ölförderung mit den Unternehmen, die im Iran mit uns zusammenarbeiten, sowie mit Unternehmen, die mit uns verstärkt zusammenarbeiten wollen. Ohne Details zu nennen, möchte ich die allgemeine Verhandlungslinie für Sie klar darlegen. Als wir 1954 den Konsortialvertrag unterschrieben, konnten wir keine besseren Konditionen erhalten, als wir sie damals aushandelten. Einer der Vertragspunkte war, dass die Ölunternehmen das zukünftige Wohlergehen Irans respektieren. Wir haben Beweise, dass sie das nicht getan haben. Im Vertrag von 1954 ist eine mögliche dreimalige Vertragsverlängerung um jeweils 5 Jahre vorgesehen. Im Abschnitt über die Vertragsverlängerung wurde wiederum darauf Bezug genommen, dass das zukünftige Wohlergehen Irans beachtet werden muss. Wir haben ausreichend Beweise, dass diese Vertragsklausel des Vertrages von 1954 nicht respektiert wurde. Aus diesem Grund werden wir den Vertrag von 1954 auf keinen Fall über das Jahr 1979 verlängern.
Die Souveränität eines Landes gibt ihm das Recht, über die Verwendung seiner natürlichen Ressourcen selbst zu entscheiden. Die Charta der Vereinten Nationen und einige Resolutionen der Vereinten Nationen betonen, dass die natürlichen Ressourcen eines Landes, sowohl unter wie über dem Boden, diesem Land gehören. Verträge mit ausländischen Gesellschaften über die Förderung von Erdöl können nicht ohne Rücksicht auf das zukünftige Wohlergehen des das Öl besitzenden Landes geschlossen werden. Dies bedeutet, dass kein Unternehmen bestimmen kann, wie viel Öl es fördern will. Wenn das Land sagt, eine Million Fass ist gut für uns, hat das Unternehmen kein Recht zu sagen: ‚Ich fördere zweihunderttausend Fass‘ oder ‚Ich fördere zwei Millionen Fass.‘ Weder die Charta der Vereinten Nationen noch irgendeine Resolution der Vereinten Nationen hat irgendeinem Unternehmen das Recht gegeben, die Fördermenge eines Landes zu bestimmen. Die Förderung von Öl ist eine technisch sehr komplizierte industrielle Angelegenheit. Wenn man eine Ölquelle zu stark ausbeutet, versiegt sie. Wenn das aus der Quelle strömende Gas nicht wieder in die Quelle gepumpt wird (Injektion), wird die Quelle versiegen, und das Wohl des Landes wird beeinträchtigt. Im Iran wurde von den Öl fördernden Unternehmen genau dies getan, was bedeutet, dass die Ölquellen beschädigt wurden. Für uns bleiben nur zwei Wege. Weil wir Menschen sind, die ihre Unterschrift respektieren, besteht eine Möglichkeit darin, dass wir bis 1979, also für die nächsten 6 Jahre, die jetzigen Unternehmen weiterarbeiten lassen, unter der Bedingung, dass das uns zufließende Einkommen pro Fass nicht geringer ist als das Einkommen unserer Öl exportierenden Nachbarländer. Und unter der Bedingung, dass unsere Exportmöglichkeit auf 8 Mio. Fass pro Tag gesteigert wird. Wenn die Fördermenge nicht auf 8 Mio. Fass angehoben wird, im übrigen ist die Höhe der Fördermenge ganz alleine unsere Entscheidung, auch was wir mit den Einnahmen machen wollen, ist alleine unsere Entscheidung, werden wir die Sache selbst in die Hand nehmen. Wir wissen, was wir mit unseren zusätzlichen Öleinnahmen machen. Wenn die betreffenden Unternehmen diese Forderung nicht erfüllen, wird der Ölvertrag 1979 mit diesen Unternehmen beendet. Sie werden dann ab 1979 mit all den anderen Unternehmen als Kunden für iranisches Öl in einer Schlange stehen, ohne dass sie irgendwelche Vorrechte vor anderen Unternehmen geltend machen könnten.
Eine andere Möglichkeit besteht darin, einen neuen Vertrag zu unterschreiben. In diesem Fall werden zunächst alle Rechte, die derzeit nicht in unseren Händen sind, wieder an den Iran zurückfallen. Die Unternehmen, die zur Zeit unser Öl fördern, werden dann wieder langjährige Kunden von uns bleiben, und wir werden unser Öl für lange Zeit mit gutem Preis, ja sogar mit einem Rabatt, wie man ihn guten Kunden gewährt, an sie verkaufen. Das ist in meinen Augen der einzige Weg, dass ein Ölförderunternehmen sicher sein kann, dass es zum Beispiel für die nächsten 25 Jahre Öl von uns bekommt. Ich bin allerdings nicht sicher, ob es in den kommenden Jahren so bleiben wird, dass aus jedem Land weiter Öl ins Ausland fließen wird. Dies muss bald für uns klar werden, ob die Öl fördernden Unternehmen die erste Bedingung, nämlich die Fortsetzung des bestehenden Vertrages bis 1979, wollen, oder ob sie als gute Kunden Öl für die kommenden 25 Jahre beziehen wollen. Um die zweite Bedingung annehmen zu können, müssen wir davon ausgehen, dass die iranische Ölindustrie in den kommenden 25 Jahren weiter expandieren wird. Aus diesem Grund wollen wir die besten ausländischen Ölexperten, seien es einzelne Personen oder Gruppen von Personen, einstellen. Sie müssen direkt für uns und nicht für die ausländischen Unternehmen arbeiten. Um eine führende Ölindustrie auf internationalem Niveau aufbauen zu können, muss mehr in den Bereichen Sicherheit, Wartung und Instandhaltung sowie Forschung und Entwicklung getan werden. Die National Iranian Oil Company muss vorbereitet sein, jetzt oder nach 1979 ihren Verpflichtungen nachzukommen.
Wir wissen mehr als alle anderen, welche Defizite wir haben. Unser Problem ist unser Mangel an technischen Experten. Uns fehlen auch technische Hochschulen. Wenn wir eine technische Hochschule gründen, wollen diese so schnell wie möglich eine Universität werden, und Universitätsabschlüsse verteilen, statt Techniker auszubilden. Die Universitätsabsolventen wollen dann ausschließlich im Büro arbeiten. Wir haben Arbeiter nach Westdeutschland geschickt, um sie zu Facharbeitern ausbilden zu lassen. Sie sind entweder nicht mehr in den Iran zurückgekommen, oder wenn sie zurückgekommen sind, haben sie gesagt: ‚Wir wollen nicht mehr an einer Maschine arbeiten.‘ Nur wenige sind an ihre alte Arbeitsstätte zurückgekehrt. Das ist schlecht. Gehören denn nicht alle Männer und Frauen, die in Fabriken arbeiten, und diejenigen, die in den Trauermonaten hinter den religiösen Gruppen herlaufen, zu ein und demselben Volk?
Der Islam ist, wie ich immer gesagt habe, der Islam der ersten Tage. Und alles, was wir im Iran machen, unsere ganze Revolution, basiert auf den islamischen Fundamenten, wie sie vom Propheten überliefert worden sind. Aber nicht, was die Mullahs daraus gemacht haben, oder was sie zu den Lehren des Propheten hinzugefügt haben. Sie haben die Religion für ihre eigenen Zwecke benutzt und ein Geschäft daraus gemacht. – [Lang anhaltender Beifall.]“

 Nach dieser Rede kam es zu neuen Verhandlungen zwischen dem Konsortium und der iranischen Regierung. Der Schah forderte, dass die NIOC die vollständige Kontrolle über die Ölförderung im Süden Irans und die Raffinerien in Abadan übernimmt und die Ölgesellschaften lediglich Käufer des iranischen Öls sind. Im Juli 1973 kam es dann zu einer neuen Vereinbarung, mit der rückwirkend zum 21. März 1973 die Betreibergesellschaften des Konsortiums für die Förderung und den Verkauf des iranischen Öls aufgelöst wurden. Die NIOC übernahm deren Aufgabe und war von nun an zuständig für die Förderung, Verarbeitung und den Verkauf des iranischen Öls. Es hatte 22 Jahre gedauert, bis die iranische Ölindustrie seit der Verabschiedung des Verstaatlichungsgesetzes im Jahr 1951 vollständig in den Händen der Iraner lag.